# Elaphoglossum lasioglottis
Elaphoglossum lasioglottis är en träjonväxtart som beskrevs av John T. Mickel. Elaphoglossum lasioglottis ingår i släktet Elaphoglossum och familjen Dryopteridaceae. Inga underarter finns listade.